# Jaque mate

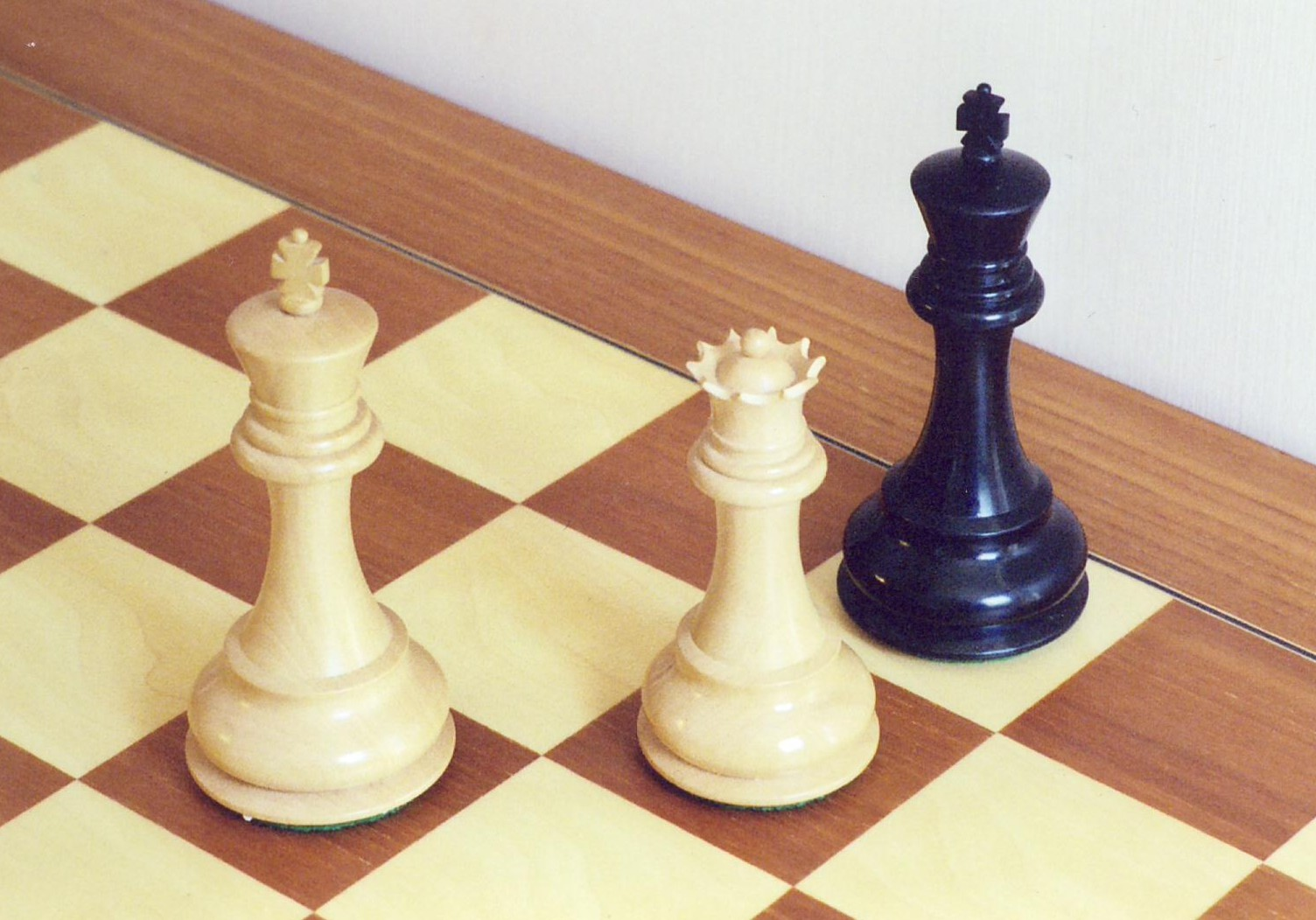
Jaque mate con Dama y Rey.

La locución jaque mate (o simplemente mate) hace referencia a una posición del ajedrez en la que el rey se encuentra amenazado (en jaque) y esta situación no puede cambiarse mediante ninguna jugada legal. El jugador que consiga poner en jaque mate al rey adversario, será el ganador de la partida. La expresión procede del persa شاه مات (shāh māta), que significa «el rey está atrapado» o «el rey no tiene escapatoria».
En el ajedrez, el rey nunca es realmente capturado: el jugador pierde tan pronto como su rey recibe jaque mate. Un movimiento de jaque mate se registra en notación algebraica usando el símbolo de almohadilla "#" o bien anotando dos cruces consecutivas "++", por ejemplo: 34.Dg3# (igualmente valido es 34.Dg3++).
Si el jugador no se encuentra en jaque, pero no posee movimientos legales para realizar por parte de su rey, se trata entonces de un rey ahogado, y la partida concluye con un empate o tablas.

## Mates básicos
A continuación se presentan los mates fundamentales más comunes, en donde un bando solo tiene a su rey y el otro, además de su rey, tiene el mínimo material para forzar al jaque mate al contrario.
- El jaque mate con la dama es el más elemental y no presenta dificultades técnicas. El único peligro que se debe evitar es la posibilidad de ahogo.
- El segundo jaque mate en escala de dificultad, aunque también elemental, es el que se realiza con la torre.
- Los mates con dos alfiles y con un alfil y un caballo se presentan rara vez en la práctica y, de los dos, el más frecuente es el mate con un alfil y un caballo. El mate con dos alfiles es muy fácil de realizar, pero el mate con alfil y caballo requiere precisión.
- Dos caballos no pueden forzar un jaque mate a un rey solitario si el bando defensor juega con precisión. Paradójicamente, aunque de elevada dificultad técnica, sí que es posible en ciertas posiciones, si el bando defensor cuenta con material adicional, típicamente un peón, para no ahogar al rey contrario.[4]

|    |    |    |       |       |    |    |    |    |  |
|    | a8 | b8 | c8    | d8 kl | e8 | f8 | g8 | h8 |  |
| a7 | b7 | c7 | d7 qd | e7    | f7 | g7 | h7 |    |  |
| a6 | b6 | c6 | d6    | e6 kd | f6 | g6 | h6 |    |  |
| a5 | b5 | c5 | d5    | e5    | f5 | g5 | h5 |    |  |
| a4 | b4 | c4 | d4    | e4    | f4 | g4 | h4 |    |  |
| a3 | b3 | c3 | d3    | e3    | f3 | g3 | h3 |    |  |
| a2 | b2 | c2 | d2    | e2    | f2 | g2 | h2 |    |  |
| a1 | b1 | c1 | d1    | e1    | f1 | g1 | h1 |    |  |
|    |    |    |       |       |    |    |    |    |  |

|    |    |    |       |       |    |    |       |    |  |
|    | a8 | b8 | c8    | d8 kd | e8 | f8 | g8 ql | h8 |  |
| a7 | b7 | c7 | d7    | e7    | f7 | g7 | h7    |    |  |
| a6 | b6 | c6 | d6 kl | e6    | f6 | g6 | h6    |    |  |
| a5 | b5 | c5 | d5    | e5    | f5 | g5 | h5    |    |  |
| a4 | b4 | c4 | d4    | e4    | f4 | g4 | h4    |    |  |
| a3 | b3 | c3 | d3    | e3    | f3 | g3 | h3    |    |  |
| a2 | b2 | c2 | d2    | e2    | f2 | g2 | h2    |    |  |
| a1 | b1 | c1 | d1    | e1    | f1 | g1 | h1    |    |  |
|    |    |    |       |       |    |    |       |    |  |

### Mate con dama
Véase también: Dama y rey contra rey
Estos diagramas muestran la posición básica de jaque mate con una dama, la cual puede ocurrir en cualquier orilla del tablero. Obviamente, la posición exacta puede variar del diagrama. Siendo el turno de las negras, el mate puede ser forzado (en no más de diez movimientos) a partir de cualquier posición inicial de las piezas.
En la primera posición, la dama está directamente enfrente del rey enemigo.
En la segunda posición, los reyes están en oposición y la dama hace mate desde un flanco del rey.
|    |    |    |       |       |    |       |    |       |  |
|    | a8 | b8 | c8 kd | d8    | e8 | f8    | g8 | h8 rl |  |
| a7 | b7 | c7 | d7    | e7    | f7 | g7 rl | h7 |       |  |
| a6 | b6 | c6 | d6    | e6    | f6 | g6    | h6 |       |  |
| a5 | b5 | c5 | d5    | e5    | f5 | g5    | h5 |       |  |
| a4 | b4 | c4 | d4    | e4    | f4 | g4    | h4 |       |  |
| a3 | b3 | c3 | d3    | e3    | f3 | g3    | h3 |       |  |
| a2 | b2 | c2 | d2    | e2    | f2 | g2    | h2 |       |  |
| a1 | b1 | c1 | d1    | e1 kl | f1 | g1    | h1 |       |  |
|    |    |    |       |       |    |       |    |       |  |

### Mate con dos torres
Véase también: Dos torres y rey contra rey
Este es el primer mate que debe practicar el principiante, ya que es el más sencillo y fácil de comprender. Se debe llevar al rey enemigo a la banda con dos torres usando el método conocido como «la escalera». No es indispensable usar el rey para conseguir al mate. Similar es el mate con dama y torre, y el jaque mate con tres damas.
|    |    |    |       |       |    |    |    |       |  |
|    | a8 | b8 | c8    | d8 kl | e8 | f8 | g8 | h8 rd |  |
| a7 | b7 | c7 | d7    | e7    | f7 | g7 | h7 |       |  |
| a6 | b6 | c6 | d6 kd | e6    | f6 | g6 | h6 |       |  |
| a5 | b5 | c5 | d5    | e5    | f5 | g5 | h5 |       |  |
| a4 | b4 | c4 | d4    | e4    | f4 | g4 | h4 |       |  |
| a3 | b3 | c3 | d3    | e3    | f3 | g3 | h3 |       |  |
| a2 | b2 | c2 | d2    | e2    | f2 | g2 | h2 |       |  |
| a1 | b1 | c1 | d1    | e1    | f1 | g1 | h1 |       |  |
|    |    |    |       |       |    |    |    |       |  |

### Mate con torre
Véase también: Torre y rey contra rey
A continuación, se presenta la posición básica de mate con una torre, el cual puede ocurrir en cualquier orilla del tablero. Siendo turno de las negras, el mate puede forzarse en no más de 16 jugadas a partir de cualquier posición inicial de las piezas.
|       |       |    |    |       |    |    |    |    |  |
|       | a8 kd | b8 | c8 | d8    | e8 | f8 | g8 | h8 |  |
| a7    | b7    | c7 | d7 | e7    | f7 | g7 | h7 |    |  |
| a6 nl | b6 kl | c6 | d6 | e6    | f6 | g6 | h6 |    |  |
| a5    | b5    | c5 | d5 | e5    | f5 | g5 | h5 |    |  |
| a4    | b4    | c4 | d4 | e4 bl | f4 | g4 | h4 |    |  |
| a3    | b3    | c3 | d3 | e3    | f3 | g3 | h3 |    |  |
| a2    | b2    | c2 | d2 | e2    | f2 | g2 | h2 |    |  |
| a1    | b1    | c1 | d1 | e1    | f1 | g1 | h1 |    |  |
|       |       |    |    |       |    |    |    |    |  |

|       |       |       |    |    |    |    |    |    |  |
|       | a8    | b8 kl | c8 | d8 | e8 | f8 | g8 | h8 |  |
| a7    | b7 bd | c7    | d7 | e7 | f7 | g7 | h7 |    |  |
| a6 nd | b6 kd | c6    | d6 | e6 | f6 | g6 | h6 |    |  |
| a5    | b5    | c5    | d5 | e5 | f5 | g5 | h5 |    |  |
| a4    | b4    | c4    | d4 | e4 | f4 | g4 | h4 |    |  |
| a3    | b3    | c3    | d3 | e3 | f3 | g3 | h3 |    |  |
| a2    | b2    | c2    | d2 | e2 | f2 | g2 | h2 |    |  |
| a1    | b1    | c1    | d1 | e1 | f1 | g1 | h1 |    |  |
|       |       |       |    |    |    |    |    |    |  |